# Station Gannes
Station Gannes is een spoorwegstation in de Franse gemeente Gannes.